# Fuirena
Fuirena es un género de plantas herbáceas de la familia de las ciperáceas. Comprende 131 especies descritas y de estas, solo 60 aceptadas.

## Descripción
Son plantas perennes o anuales, cespitosas o rizomatosas; culmos foliáceos, sólidos, teretes o angulados, rígidos; plantas hermafroditas. Hojas con láminas lanceolado-lineares o esencialmente sin lámina; vaina fuerte, cerrada, sin lígula y rígida. Inflorescencia un fascículo de espiguillas simple o terminal, o una o más cimas densas compuestas de glomérulos, o a veces espiguillas pinnadas; espiguillas lanceolado-ovoides o cilíndricas, de muchas escamas suaves, marcadamente acostillado-cuspidadas, imbricadas en espiral, delgadas, verdosas, todas fértiles excepto unas pocas inferiores; flósculos perfectos, perianto en 2 series de cerdas, las 3 internas variadamente laminadas, las exteriores simples o, menos frecuentemente el perianto de una sola serie laminada o sin láminas; estambres (1) 2 o 3 (–6); carpelos 3, estilo trífido, estigmas lineares. Fruto mayormente triquetro y estipitado con un rostro delgado pronunciado, este articulado al ápice terete y caduco del estilo.

## Taxonomía
El género fue descrito por Christen Friis Rottbøll y publicado en Descriptionum et Iconum Rariores 70. 1773. La especie tipo es: Fuirena umbellata Rottb. 

## Especies seleccionadas
- Fuirena abnormalis
- Fuirena angolensis
- Fuirena annua
- Fuirena appendiculata[3]
- Fuirena ciliaris
- Fuirena felicis
- Fuirena pubescens